# Gravity (Our Lady Peace)
Gravity è il quinto album discografico in studio del gruppo rock canadese Our Lady Peace, pubblicato nel 2002.

## Tracce
1. All For You – 4:14 (Raine Maida/Jeremy Taggart/Duncan Coutts/Jamie Edwards/Mike Turner)
2. Do You Like It – 3:58 (Maida)
3. Somewhere Out There – 4:11 (Maida)
4. Innocent – 3:42 (Maida)
5. Made of Steel – 3:41 (Maida)
6. Not Enough – 4:33 (Maida)
7. Sell My Soul – 4:20 (Maida)
8. Sorry – 3:18 (Maida)
9. Bring Back the Sun – 5:11 (Maida/Taggart/Coutts/Edwards/Turner)
10. A Story About a Girl – 4:18 (Maida/Taggart/Coutts/Edwards/Turner)

## Formazione
- Raine Maida - voce
- Duncan Coutts - basso
- Jeremy Taggart - batteria
- Jamie Edwards - tastiere, chitarra
- Mike Turner - chitarra
- Steve Mazur - chitarre